# Ernst von Gayl
Freiherr Heinrich Carl Anton Ernst von Gayl (* 30. Mai 1832; † 28. September 1895 in Magdeburg) war ein preußischer Verwaltungsjurist.

## Leben
Ernst von Gayl entstammte dem ostpreußischen Adelsgeschlecht von Gayl. Er war der Sohn von Ludwig Dietrich Eugen von Gayl (1785–1853), oldenburgischer Generalleutnant a. D., zuletzt Kommandeur der Oldenburgisch-Hanseatischen Brigade im Deutschen Bundesheer und dessen zweiter Ehefrau Anna, geborene Hollmann (* 4. Juni 1796 in Oldenburg; † 1. Dezember 1857 ebenda), einer Tochter des Oldenburgischen Generalsuperintendenten Anton Georg Hollmann. Der General Peter von Gayl war sein älterer Bruder.
Er selbst studierte Rechtswissenschaften und trat in den preußischen Verwaltungsdienst. Von 1863 bis 1870 war er Landrat im brandenburgischen Kreis Teltow und von 1870 bis 1877 im Kreis Segeberg (Schleswig-Holstein). Anschließend war er Geheimer Regierungsrat beim Regierungspräsidium in Magdeburg. In einem Nachruf bezeichnete ihn der Regierungspräsident Traugott von Baudissin als einen „Mann von streng konservativer und kirchlicher Gesinnung“.
Er war seit 1865 verheiratet mit Marianne, geb. von dem Knesebeck-Jühnsdorf (1843–1885), Mitbesitzerin des heimatlichen Rittergutes im Kreis Teltow. Sie war die Tochter der Marianne von Quast-Garz (1816–1887) und des Domherrn und Landrats Leo von dem Knesebeck-Jühnsdorf. Das Ehepaar Marianne und Ernst von Gayl hatte keine Kinder. Ernst von Gayl hatte mehrere Geschwister, neben Peter auch die Schwestern Eugenie, verheiratet mit dem Ober-Hausmarschall Goswin von Grün, Marie, liiert mit Friedrich Kurd von Alten, Oberkammerherr, und Elisabeth, die mit Ludwig Freiherr von Lützow genannt Dorgelo, eine Familie gründete.     

## Auszeichnungen
- Johanniterorden, Ehrenritter (1890)